# Povodí Loučné
Povodí Loučné je povodí řeky 2. řádu a je součástí povodí Labe. Tvoří je oblast, ze které do řeky Loučné přitéká voda buď přímo, nebo prostřednictvím jejich přítoků. Jeho hranici tvoří rozvodí se sousedními povodími. Na jihu je to povodí Svratky, na severu povodí Orlice a na západě povodí Chrudimky, východě povodí Moravské Sázavy. Největším bodem povodí je Poličský vrch s nadmořskou výškou 672 metrů. Rozloha povodí je 724,2 kilometrů čtverečních a nachází se zcela na území České republiky.

## Správa povodí
Správou povodí se zabývá státní podnik Povodí Labe.

## Dílčí povodí
| povodí                     | rozloha km² | nejvyšší bod                     | nadm. výška m | odtékající řeka     | průtok v ústí m³/s |
| -------------------------- | ----------- | -------------------------------- | ------------- | ------------------- | ------------------ |
| Povodí Končinského potoka  | 59,7        | 1 km severozápadně od Mendryky   | 490           | Končinský potok     | 0,33               |
| Povodí Desné (litomyšlské) | 114,1       | 1 km severně od Borová u Poličky | 641           | Desná (litomyšlská) | 0,71               |
| Povodí Lodrantky           | 45,8        | západně od Jaroslavi             | 276,0         | Lodrantka           | 0,23               |
| Povodí Zadní Lodrantky     | 38,4        | severně od Ostřetína             | 300,0         | Zadní Lodrantka     | 0,14               |